# Баис (Мольер)

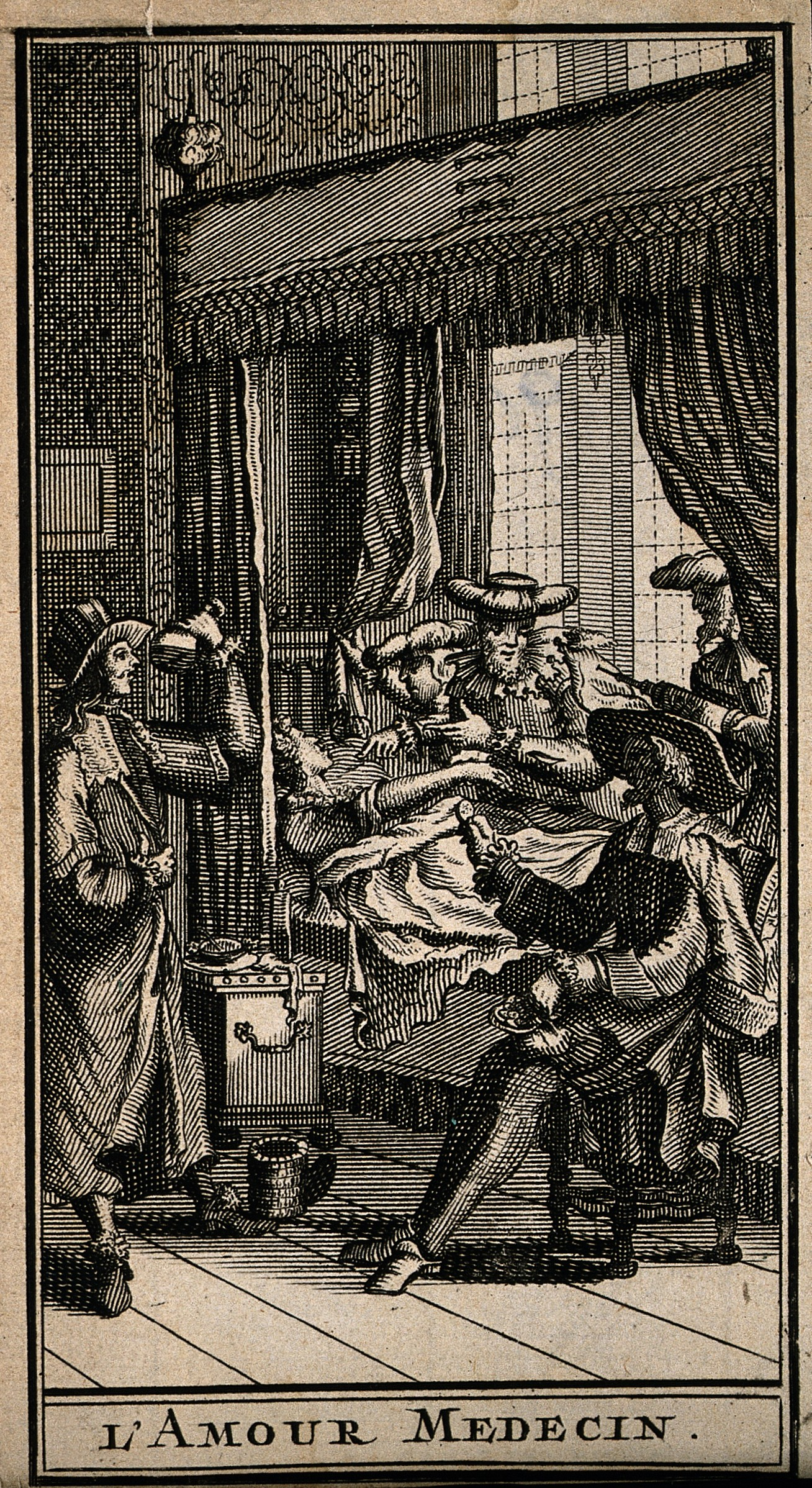
Врачи тщетно пытаются поставить диагноз Люсинде

Баис, реже Баи, Багис (фр. Bahis) — врач, персонаж комедии французского драматурга Мольера «Любовь-целительница», созданной и поставленной в 1665 году. Незамысловатая комедия («небольшой набросок, экспромт» — согласно авторскому предисловию), написанная «по случаю» за несколько дней, прежде всего известна своей острой злободневной сатирой в отношении врачей: именно в таком качестве она и интересовала публику. В эпоху Мольера в основном была известна не как «Любовь-целительница», а называлась просто «Врачи» (Les Médecins). Даже в каталоге 1793 года Bibliothèque des théâtres она обозначена «Любовь-целительница, или Четыре врача» (L’Amour médecin, ou Les Quatre médecins). После ранней комедии «Летающий лекарь» (1645) является первой из множества пьес Мольера, в которых критикуется современная ему медицина. Литературовед Стефан Мокульский назвал такого рода произведения «антимедицинскими» («Лекарь поневоле», «Господин де Пурсоньяк», «Мнимый больной»), кроме того и в некоторых других пьесах великого драматурга содержится критика врачей.
Мольер отличался слабым здоровьем, со временем его состояние здоровья становилось всё хуже. Он и его знакомые неоднократно испытали на себе невежественность врачей. Об отношении великого комедиографа к медицине Михаил Булгаков применительно к пьесе выразился так: «Он искал помощи и бросался к врачам, но помощи от них он не получил. И, пожалуй, он был прав в своих нападках на врачей, потому что время Мольера было одним из печальнейших времён в истории этого великого искусства, то есть медицины. Мольеровские врачи в большинстве случаев лечили неудачно, и всех их подвигов даже нельзя перечислить». Биограф драматурга Жорж Бордонов об истории возникновения характеров врачей-шарлатанов писал: «Мольер, не боясь восстановить против себя Факультет, придумал необычную, но забавную шутку: вывести на сцене придворных врачей. Он попросил Буало найти для них греческие имена: Баис (Лающий) — это Эспри, лекарь Месье; Макротон (Медленно говорящий) — Гено, врач королевы, который разговаривал с пеной на губах; Томес (Пускающий кровь) — Дакен, второй врач королевы и домохозяин Мольера; Дефонандрес (Убивающий людей) — дю Фужре. Врач Мадам, Ивлен, стал Филереном; так звали учителя фехтования, известного своими неотразимыми ударами бойца-дуэлянта. Говорят, что Мольер, дабы сделать намёк яснее, велел актёрам надеть маски, повторяющие черты его жертв». Несмотря на сатиру в отношении придворных медиков, после просмотра постановки Людовик XIV, чьи врачи, впрочем, не подверглись непосредственному осмеянию, объявил: «Врачи достаточно часто заставляют плакать, чтобы иногда рассмешить». Скандальный, злободневный характер пьесы привлёк зрителей, стремившихся узнать в персонажах реальных врачей.
По сюжету комедии, скупой буржуа Сганарель запрещает своей дочери Люсинде выходить замуж за её возлюбленного Клитандра. Тогда она решает симулировать болезнь при помощи своей горничной. Сганарель привлекает четырёх врачей («Привести ко мне докторов, и как можно больше. В таких случаях лишних лекарей не бывает»), но вскоре приходит к выводу об их некомпетентности. Под видом врача Клитандр оказывается у Люсинды, утверждая, что единственное средство от болезни — брак. В качестве мужа предлагает себя и зовёт знакомого нотариуса. Сганарель в заблуждении считает, что процедура лишь часть «лечения», но после того как понимает, что брак был заключён по всем правилам, признаёт Клитандра мужем Люсинды. В основе образа Баиса лежит карикатура на Жана Эспри, врача Месье, младшего брата короля Людовика XIV Филиппа I Орлеанского. Прежде всего высмеивается бормотание Эспри — особенность поведения, которая была известна многим в Париже. «Баис — мыслитель, он прежде всего размышляет, но делает это, бормоча в ускоренном ритме. В завершение своих раздумий Баис изрекает с учёным видом такой принцип: „Лучше умереть по правилам, чем вылечиться без правил“». В отличие от Макротона, растягивающего слова, Баис разговаривает скороговоркой. На эти черты двух врачей Сганарель отреагировал словами: «Один ползёт черепахой, а другой мчится на почтовых». Предполагается, что исполнитель роли Баиса на премьере загримировался таким образом, чтобы быть узнанным в качестве карикатуры на Эспри. Однако по другому мнению, основанному на предположении французского режиссёра и актёра Жака Копо, — он был в маске, на итальянский манер.